# HMS Sharpshooter (J68)
Pour les autres navires du même nom, voir HMS Sharpshooter.
Le HMS Sharpshooter (pennant number J68) est un dragueur de mines de la classe Halcyon construit pour la Royal Navy dans les années 1930 et utilisé pendant la Seconde Guerre mondiale

## Construction
Le Sharpshooter est commandé le 12 mars 1936 pour le chantier naval de HM Dockyard, Devonport de Plymouth en Angleterre. La pose de la quille est effectuée le 8 juin 1936, le Sharpshooter est lancé le 10 décembre 1936 et mis en service le 17 décembre 1937.
Il est parrainé par la communauté civile de Penarth dans le Glamorgan, dans le cadre de la Warship Week (semaine des navires de guerre) en mars 1942.
La classe Halcyon est conçue pour remplacer la classe Hunt précédente et varie en taille et en propulsion en fonction de sa construction.
Après la fabrication des 5 premiers Halcyon, et ses 2 exemplaires d'une variante, le deuxième groupe de 14 navires dont fait partie ce navire est lancé avec comme principale modification sa propulsion. Ils déplacent 828 t à charge standard et 1 311 t à pleine charge. Les navires ont une longueur totale de 74,75 m comme la variante de la première série, un maître-bau de 10,21 m et un tirant d'eau de 2,7 m.
Ils sont propulsés par deux turbines à vapeur Parsons (alors que la première série des Halcyon possédait des machines à vapeur verticales compound ou triple expansion), chacune entraînant un arbre, utilisant la vapeur fournie par deux chaudières à trois cylindres Admiralty. Les moteurs produisent un total de 1 750 ch (2 370 kW) et donnent une vitesse maximale de 16,5 nœuds (30,6 km/h). Il transporte au maximum 247 t de mazout, ce qui lui donne un rayon d'action de 7 200 milles marins (13 300 km) à 10 nœuds (19 km/h). L'effectif du navire est composé de 80 officiers et hommes d'équipage.
Cette deuxième série de la classe Halcyon est armée de deux canons de marine de 4 pouces QF Mk V (102 mm) avec un montage HA Mk.III à angle élevé. Il est également équipé de huit mitrailleuses Lewis de .303 British (7,7 mm), ainsi d'un support quadruple pour les mitrailleuses Vickers de 12,7 mm est rajouté. Plus tard, dans sa carrière, il est rajouté jusqu'à quatre supports simples ou doubles pour les canons antiaérien Oerlikon de 20 mm. Pour le travail d'escorte, son équipement de dragage de mines pouvait être échangé contre environ 40 charges de profondeur.

## Histoire
Après la mise en service le 17 décembre 1937, (où il reçut le numéro de fanion (pennant number) N68 - celui-ci est changé en J68 en 1940) le Sharpshooter rejoint la 1re Flottille de dragueurs de mines (1st Minesweeping Flotilla ou 1MSF) basée à Portland. Avec le reste de sa flottille, le Sharpshooter se rend à Scapa Flow, la station de guerre de la flottille, d'août à septembre 1938, pendant la crise de Munich.
Avec d'autres navires de la flottille, il participe à la recherche en juin 1939 du sous-marin Thetis (N25) qui a coulé pendant ses essais dans la baie de Liverpool. Il opère ensuite avec la flottille dans la Manche, et participe à l'inspection royale (revue de la flotte de réserve (Reserve Fleet Review)) à Portland le 9 août 1939.

### Seconde Guerre mondiale
Le Sharpshooter est encore membre de la 1re flottille de dragage de mines en septembre 1939, au début de la Seconde Guerre mondiale.
Le déclenchement de la guerre a permis au Sharpshooter de dégager des chenaux à travers les champs de mines autour de Scapa Flow et au large du loch Ewe, ainsi que l'estuaire de la Clyde Fin mai 1940, le Corps Expéditionnaire Britannique (British Expeditionary Force ou BEF) est pris au piège par les forces allemandes à Dunkerque, en France, et il est décidé de lancer l'opération Dynamo, l'évacuation de la BEF de Dunkerque. Le Sharpshooter est l'un des navires affectés à l'évacuation. Il effectue sa première course d'évacuation le matin du 29 mai, débarquant 69 hommes récupérés sur les plages de Dunkerque pour Douvres, et une seconde course le matin du 30 mai, récupérant 273 hommes,. Le Sharpshooter réalise une autre course lorsqu'à 22h10, il entre en collision avec le vapeur TSS St Helier en direction de Douvres. La proue du Sharpshooter est gravement endommagée, et il est remorqué jusqu'à Douvres par le remorqueur Foremost 22, le voyage ayant duré 11 heures. Il est en réparation au chantier naval de Sheerness et à Leith jusqu'en septembre 1940, l'occasion étant saisie d'équiper le Sharpshooter de matériel pour le dragage des mines magnétiques,.
Le 20 février 1941, le Sharpshooter s'approche de Harwich avec ses navires jumeaux (sister ship) Bramble, Britomart, Seagull et Speedy lorsqu'ils sont attaqués par deux avions allemands. Le Bramble est touché par une bombe allemande qui n'explose pas, et les dommages sont minimes. À partir d'avril, le Sharpshooter commence à être utilisé pour escorter des convois dans les approches occidentales (Western Approaches), .

### Convois de l'Arctique
Le 27 novembre 1941, le Sharpshooter part de Hvalfjörður en Islande pour faire partie de l'escorte du convoi arctique PQ 5 vers Arkhangelsk en Union soviétique. Le Sharpshooter reste en Russie, balayant les mines et fournissant une escorte locale aux convois arctiques à leur arrivée et à leur départ des ports russes. La nuit du 17 au 18 janvier 1942, le Sharpshooter vient de rejoindre l'escorte du convoi PQ 8 lorsque le sous-marin (U-Boot) allemand U-454 torpille et coule le destroyer Matabele à la position géographique de 69° 21′ N, 35° 27′ E. Le Sharpshooter aide à sauver les survivants du Matebele puis lance une contre-attaque contre le sous-marin.
Vers 20h25, dans la soirée du 24 mars 1942, alors qu'il escorte le convoi QP 9 , le responsable canonnier du canon de quatre pouces avant du Sharpshooter repère le U-Boot allemand U-655 en surface, à environ 400 à 500 mètres et à environ 10 degrés de l'avant tribord du dragueur de mines, sans qu'aucun équipage n'occupe apparemment occupé le kiosque ou le pont. Dès que l'officier de quart avertit le capitaine, ce dernier lance immédiatement la procédure "en avant toute" et dit "Stand by to ram". Le dragueur de mines commence tout juste à prendre de la vitesse lorsqu'il heurte le sous-marin juste derrière la tour de contrôle (kiosque). Le sous-marin se retourne sous l'effet de l'impact, heurte le côté bâbord du Sharpshooter, et coule alors qu'il disparait à l'arrière du navire la poupe en premier au sud-est de Bear Island, à la position géographique approximative de 73° 00′ N, 1° 00′ E. Aucune trace du sous-marin ou de ses 45 membres d'équipage n'est retrouvée, à l'exception de deux bouées de sauvetage et de ce qui pourrait être un canot pneumatique en toile. Après avoir étayé le pont du mess avant, le Sharpshooter continue à faible vitesse vers l'Islande, indépendamment du convoi, et de là vers Leith pour y être réparé,,. Il fut en réparation jusqu'en juin 1942.
En septembre 1942, le Sharpshooter fait partie de l'escorte rapprochée du convoi PQ 18, le Sharpshooter étant utilisé comme navire de sauvetage pour récupérer les survivants des navires coulés ainsi que pour des tâches d'escorte plus conventionnelles,. Le convoi subit une attaque aérienne et sous-marine intense, avec 13 navires coulés au total.
En novembre 1942, le Sharpshooter escorte le convoi de retour QP 15 vers l'Islande, mais le 27 novembre, peu après avoir quitté le convoi, il entre en collision avec le cargo Empire Snow, endommageant gravement le dragueur de mines,,.

### Méditerranée
En avril 1943, le Sharpshooter reçoit l'ordre de rejoindre le 12e Escadron de dragages de mines (12th Minesweeping Squadron) en Méditerranée et, en juillet de la même année, il participe à l'opération Husky, l'invasion alliée de la Sicile, . Après Husky, le Sharpshooter continue à effectuer des opérations de dragage de mines et d'escorte de convois en Méditerranée jusqu'en octobre 1944, date à laquelle il retourne dans ses eaux territoriales,.

## Après guerre
En mai 1945, le Sharpshooter commencé sa conversion en navire d'études hydrographiques à Chatham Dockyard, l'arsenal de Chatham. Son armement est retiré pendant cette conversion, qui s'est poursuivie jusqu'en mars 1946.
Le 3 avril 1946, le Sharpshooter est endommagé lors d'une collision avec le navire marchand MV Fealtie. Après avoir été réparé et remis en état, il est déployé à Singapour, où il effectue des opérations de reconnaissance au large de la Malaisie et de Bornéo,,. Au cours des relevés à Penang, il découvre cinq épaves submergées.
Le 13 octobre 1947, il entre en collision avec le navire marchand MV Celebes et, après réparation, poursuit ses tâches de relevés avant de rentrer en Grande-Bretagne au début de 1948. Après le carénage, il fut remis en service, recevant le nouveau numéro de fanion A310 et opérant à partir de Lowestoft,.
Le 15 juin 1953, il participe à la célébration de la Fleet Review à Spithead, et le 1er juillet de la même année, il est rebaptisé Shackleton,. Le 28 octobre 1958, il s'échoue dans le canal de Bristol, endommageant le dôme de son sonar. Le 20 août 1959, le bombardier prototype Handley Page Victor B2 s'écrase en mer d'Irlande. La Royal Navy lance une opération de sauvetage à grande échelle pour localiser et récupérer l'épave, afin de pouvoir déterminer la cause de l'accident. Le Shackleton est détourné de ses fonctions normales de reconnaissance pour participer à cette opération de recherche et de sauvetage, et le 20 avril, alors qu'il cherche des débris du bombardier, il est détourné pour venir en aide à un chalutier, le Starbank, qui a une fuite incontrôlée. Le Shackleton transfère des pompes au chalutier, ce qui permet de contrôler la fuite, et l’escorte jusqu'à Milford Haven.
Le Sharpshooter est rééquipé à Devonport en 1961, mais il est ensuite versé immédiatement dans la réserve. Il est inscrit sur la liste des démolitions en 1965 et vendu à la BISCo) pour être mise à la ferraille. Le navire est attribué à la West of Scotland Shipbreaking Company, et arrive à son chantier de Troon en remorque pour être démoli le 3 novembre 1965,.

### Honneurs de bataille
- DUNKIRK 1940
- ARCTIC 1941-43
- ATLANTIC 1942-44
- SICILY 1943

### Participation auxconvois
Le Sharpshooter a navigué avec les convois suivants au cours de sa carrière:
1. Convoi GUS 31
2. Convoi GUS 38
3. Convoi GUS 44
4. Convoi GUS 50
5. Convoi HX 125A
6. Convoi HX 128
7. Convoi HX 131
8. Convoi KMS 15G
9. Convoi KMS 19A
10. Convoi KMS 46
11. Convoi KMS 58
12. Convoi MKS 56
13. Convoi MKS 62
14. Convoi MKS 62G
15. Convoi OB 315
16. Convoi OB 327
17. Convoi OB 334
18. Convoi OB 347
19. Convoi OS/KMS 48KM
20. Convoi PQ 5
21. Convoi PQ 8
22. Convoi PQ 9
23. Convoi PQ 18
24. Convoi QP 7
25. Convoi QP 8
26. Convoi QP 9
27. Convoi QP 15
28. Convoi SC 29
29. Convoi SC 35
30. Convoi SL/MKS 171MK
31. Convoi UGS 8A
32. Convoi UGS 31
33. Convoi UGS 33
34. Convoi UGS 39
35. Convoi UGS 45
36. Convoi UGS 51

### Commandement
- Commander (Cdr.) Jack Peterson (RN) de 10 avril 1939 à décembre 1939
- Lieutenant (Lt.) Andrew Edward Doran (RN) de décembre 1939 au 15 octobre 1940
- Lieutenant Commander (Lt.Cdr.) David Lampen (RN) du 15 octobre 1940 au 20 mai 1942
- Lieutenant (Lt.) William Leslie O'Mara (RN) du 20 mai 1942 à novembre 1944
- Lieutenant (Lt.) David Allan Robert Malcolm Ramsay (RN) de novembre 1944 à juin 1945
- Lieutenant Commander (Lt.Cdr.) Robert Bill (RN) de juin 1945 au 31 juillet 1945
- Lieutenant Commander (Lt.Cdr.) Ernest Edward Croome (RN) du 31 juillet 1945 au 10 février 1946